# 시모야마 사건
시모야마 사건(일본어: 下山事件)은 일본 미군정 시대였던
쇼와 24년 7월 5일에 벌어진 의문사 사건이다. 일본국유철도 초대 총재 시모야마 사다노리가 출근길에 실종되어 다음날 아침 철로 위에서 토막난 시체로 발견된 것이다.
사건 발생 직후부터 매스컴에서 자살설과 타살설이 엇갈리는 가운데, 경찰은 공식 수사 결과를 발표하지도 않고 수사를 중단했다. 시모야마 사건이 있고 약 1개월 간격으로 잇달아 일어난 미타카 사건, 마쓰카와 사건과 함께 묶어 ‘일본국철 3대 미제 사건’(国鉄三大ミステリー事件)이라고 부르기도 한다.

## 사건 개괄
1949년(쇼와 24년) 6월 1일에 발족한 일본국유철도(약칭 일본국철)의 초대 총재에 취임하게 된 시모야마 사다노리는 7월 5일 아침 오전 8시 20분경에 회사 차를 타고 오타구 카미이케다이의 자택을 출발했다. 출근 도중, 운전수에게 니혼바시의 미쓰코시 백화점으로 가라고 지시한다. 미쓰코시에 도착했지만 아직 백화점 문을 열기 전이었기 때문에, 일단 국철 본사에 있는 동경역전에 가서 지요다 은행(현 미쓰비시 도쿄 UFJ 은행)에 들르는 등, 복잡한 루트로 이곳저곳 다닌 뒤 재차 미쓰코시로 돌아갔다. 그리고 오전 9시 37분경, 회사 차에서 내린 시모야마는 “5분이면 되니까 기다려 주게”(五分くらいだから待ってくれ)라고 운전수에게 부탁하고는 급하게 미쓰코시에 들어가더니 그대로 종적이 사라졌다.
평소 시모야마는 오전 9시 전까지는 국철 본사에 출근했기 때문에, 매일 아침 비서가 현관으로 그를 마중을 나갔다. 실종 당일은 국철의 직원 감축을 둘러싼 긴장된 상황 하였고, 오전 9시에는 중요한 철도관리국장회의가 예정되어 있었다. 그런데도 출근을 하지 않아 자택으로 전화를 했는데 “평소처럼 회사 차를 타고 나갔다”는 대답에 국철 내부는 대소동이 일어나 경찰에 연락, 실종 사건으로서 수사가 시작되었다. 다음날인 7월 6일 오전 0시 30분이 조금 넘은 시점, 아다치구 아야세의 국철 조반선의 기타센주역 ~ 아야세역 사이의 철로 위에서 기차에 치여 토막난 시모야마의 시체가 발견되었다.

### 실종 후의 행적
실종 후, 시모야마 총재로 보이는 인물이 미쓰코시 백화점에서 나왔고, 그 뒤 영단 지하철(현 도쿄 메트로) 긴자 선의 아사쿠사행 열차 안에서 목격되었다. 백화점 안에 있었을 때는 수 명의 사람들과 함께 있었다는 목격담도 있다.
오후 1시 40분이 지나서, 그 사람은 역단 지점과 가까운 도부 철도 이세사키 선의 고탄노 역 개찰구에서 개찰계 직원과 이야기를 주고받는다. 그 뒤, 오후 2시부터 5시 넘어서까지 그 역에 가까운 ‘스에히로 여관’(末広旅館)에 체류했다. 오후 6시경부터 8시 사이에, 고탄노 역에서 남쪽으로 내려가 역단 지점에 이르는 동부 이세사키 선에서, 복장과 체격이 총재를 닮은 사람을 목격했다는 증언이 다수 나왔다..

### 생체역단인가 사후역단인가

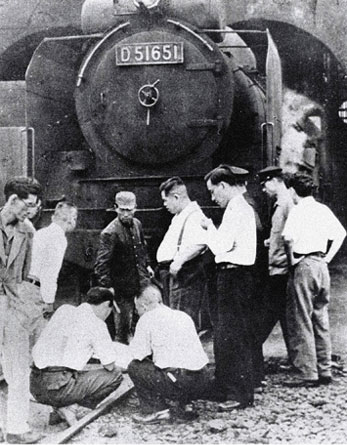
시모야마 총재를 친 기관차 D51 651호의 조사.

시모야마 총재는 동부 이세사키 선 관리하의 국철 조반선 하행 방면(미토 방면) 선로 위에서, 그 부근을 0시 20분에 통과한 화물열차 제869열차(D51 651호)에 의해 역단당한 것으로 밝혀졌다. 시체의 사법 해부(부검)의 지휘를 맡은 도쿄대학교 법의학 교수주임 후루하타 다네모토(古畑種基) 교수는 회수된 시모야마 총재의 시체에 새겨진 상처를 ‘생체 반응’(生活反応)으로 인정하지 않고 사후역단으로 판정했다. 해부의 집도는 동 해부학 교실의 쿠와시마 나오키(桑島直樹)강사가 맡았다.
또한, 시체의 손상이 극심하기는 했지만, 시체 및 역단 현장에서 혈흔이 거의 발견되지 않아, ‘실혈사’의 가능성이 제기되었다. 게다가 시체의 음부 등 특정 부위에서만 내출혈 등의 ‘생체 반응’이 있는 상처가 확인되었는데, 이것으로 미루어 볼 때, 살아 있을 때 해당 부위에 상당한 힘이 가해졌다는 것을 예상할 수 있었기에 사타구니를 걷어차였다거나 하는 폭행의 가능성도 제기되었다.
한편, 현장 검증으로 시체를 검시했던 도쿄도 감찰의무원 야소시마 신노스케(八十島信之助) 감찰의는, 지금까지의 역사체 검시 경험으로 미루어 생각하고, 이미 현장 검증 단계에서부터 자살이라고 단정을 내리고 있었다. 시체의 음부 등 특정 부위에 나타난 내출혈의 ‘생체 반응’을 나타낸 상처는 로드킬 시체에서 흔히 발생하는 표면 현상이고, 혈액 반응이 너무 적은 것도 시체 발견 당시 현장 주변에 내린 비에 씻겨 내려가 확인할 수 없었던 것에 불과하다고 진단하며 타살의 근거가 될 수 없다고 주장했다.
게이오기주쿠 대학의 나카다테 큐헤이(中舘久平) 교수도 생체역단을 주장(다만, 나카타테 교수는 시모야마 총재의 시체를 직접 본 적이 없다)했다. 자살의 근거가 되는 ‘생체역단’으로 볼 것인가, 타살의 유력한 근거인 ‘사후역단’으로 볼 것인가를 두고 의견 대립이 일어났다. 1949년(쇼와 24년) 8월 30일에는 후루하타 교수, 나카다테 교수, 고미야 쿄카이(小宮喬介; 당시 나고야 의과대학 교수)의 세 사람의 법의학자가 중의원 법무위원회에 참고인으로 불려가 국회와 법의학계가 얽힌 대논쟁이 벌어졌다. 법무위원회의 질문에 대해 후루하타는 “해부를 집도한 쿠와시마 박사는 아직 공식적으로 타살, 또는 자살 여부를 밝히지 않았다. 사후역단이라는 해부소견을 밝힌 것 뿐이다. 연구는 계속중이며, 연구 결과도 모르는 사람이 마음대로 추론하는 것은 학자적 태도가 아니다.”라고 말했다.

### 기름, 염료, 혈흔
《아사히 신문》(朝日新聞)의 기자 야다 키미오(矢田喜美雄)와 동대(동경대) 법의학 교실에 의한 시체 및 유품의 분석으로는, 시모야마 총재의 와이셔츠나 속옷, 양말에 대량의 기름(이른바 ‘시모야마 기름下山油’)이 묻어 있었지만, 겉옷이나 신고 있던 가죽구두 안에는 기름이 묻어 있지 않았다. 게다가 기름의 성분도 기관차 정비에 사용되지 않는 식물성의 강유(糠油; 쌀겨 기름)였던 점이나, 의류에 4종류의 염기성 염료가 묻어 있던 점, 발은 온전하게 남아있는데도 가죽구두가 열차에 치여 역단되어 있던 점 등, 유품과 시체의 손상·오염 상황에 극히 부자연스러운 사실들이 속속 수면위로 떠오르고 있었다. 특히 강유는 시모야마 총재의 감금·살해장소를 지목하는 중요한 단서일 가능성이 있다고 하여 주목을 받았다.
게다가, 연합국군 헌병 사령부·범죄 수사 연구실(CIL)에서 미군 소속의 포스터 중사 가 역단 지점 부근에서 얼마 되지 않는 혈흔을 발견했었다는 정보를 입수한다. 그 지점에서, 미세 혈흔을 어둠 속에서 발광시켜 육안 확인을 가능하게 하는, 루미놀 약을 이용한 검증을 실시했다. 그 결과 역단 지점으로부터 상행 방면(우에노 방면)의 침목에서 미세한 혈흔을 발견했다.
그 후, 경시청 감식과와 함께 재차 루미놀 검증이 행해져서, 역단 지점으로부터 상행 방면의 아라카와 철교(荒川鉄橋)까지의, 수백 미터 간격의 침목들에서 끊어졌다 이어졌다 계속되는 수많은 혈흔을 발견했다. 혈흔은 상행 방면의 선로 위에서 중단되었지만, 문제의 제방 아래에 있던 ‘로프 오두막’(ロープ小屋)이라는 폐가의 문과 마루에서도 혈흔이 확인되었기 때문에, 이 핏자국들이 시모야마 총재의 시체를 운반한 경로를 나타내는 것이 아닌가 하여 주목을 받았다.

### 미궁에 빠지다
자살이라고도 타살이라고도 결론을 내리지 않은 채, 1949년(쇼와 24년) 12월 31일에 ‘시모야마 사건 특별수사본부’(下山事件特別捜査本部)는 해산되었다. 수사 제1과는 자살으로 결론내려 발표하려 했지만, 아무런 발표도 없었다. 그리고 강유의 출처 등 의문점에 대한 집요한 추적을 계속하며 타살을 염두에 두고 수사를 하고 있던 경시청 수사 제2과도 1950년(쇼와 25년)에 수사관들이 돌연 전임되어 큰 폭으로 규모를 축소, 사실상 수사는 중지되었다.
경시청 시모야마 사건 특별수사본부가 1949년 12월 15일에 작성한 내부자료 〈시모야마 국철 총재 사건 수사 보고〉(下山国鉄総裁事件捜査報告, 이른바 〈시모야마 백서下山白書〉)」는 1950년 1월에 《분게이슌주》(文藝春秋)와 《카이조》(改造) 지상에 게재되었다. 백서의 내용은 자살로 몰아가는 것이었지만, 야다 키미오나 마쓰모토 세이초(松本清張) 등은 보고서 내용의 모순점들과 사실 오류를 줄곧 지적했다.
1964년(쇼와 39년) 7월 6일, 살인 사건이었을 경우의 공소시효 15년이 만료됨으로써, 이 사건은 영구 미제 사건으으로 남게 되었다.

## 사건의 시대적 배경과 추리
1949년, 중국 대륙에서는 국공 내전에서의 중국 공산당군의 승리가 확실시되었고, 한반도에서도 북위 38도선을 경계로 공산정권과 친미정권이 일촉즉발의 긴장상황하에서 대치하고 있었다. 이러한 국제정세 가운데, 일본을 점령하고 있던 미국군을 중심으로 한 연합군군은, 대전후 대일 정책을 일본을 민주화시키는 종래의 방침에서 반공의 방파제로 사용하는 입장으로 전환했다. 우선 고인플레에 시달리는 경제의 재건이 시급했기에, 소위 닷지 라인에 근거한 긴축 정책을 실시한다. 이어 일본 미군정은 같은 해 6월 1일에는 행정기관 직원 정원법을 실시해 공무원 약 28만명, 그리고 같은 날 발족한 일본국유철도(약칭 국철)의 10만명에 가까운 전무후무한 인원정리를 강요했다.

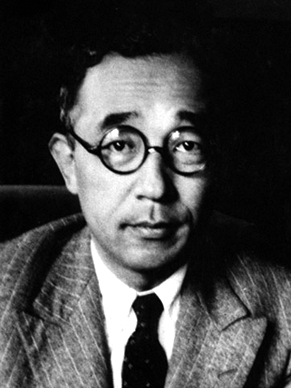
시모야마 사다노리.

같은 해 1월 23일에 실시된, 2차대전 후 3번째인, 제24대 중의원 총선에서는 요시다 시게루(吉田茂)의 민자당이 단독 과반수 264석의 의석을 차지했는데, 일본공산당도 4석에서 35석으로 약진했다. 공산당 계열인 전일본산업별노동조합회의(全日本産業別労働組合会議, 약칭 산별회의)나 국철노동조합(国鉄労働組合, 약칭 국노)도 그 여세를 몰아 인원정리에 완강한 저항의지를 내비치며 요시다 내각의 타도와 ‘인민정부’(人民政府) 수립을 공공연히 외치고 다녔고, 정치판은 시끄러워졌다. 시모야마 총재는 인원정리의 당사자로서, 노조와의 교섭의 진두에 섰고, 사건 전날인 7월 4일에는 3만 명의 직원에 대해 제1차 정리통고(해고통고)를 단행했다.
국철의 간부들은 인원정리를 둘러싸고 노조와의 갈등에 총대를 메야 할 것이 자명한, 소모품적 존재인 초대 총재 자리를 회피했고, 기술 분야 출신이었던 시모야마가 이 자리를 떠맡게 되었다. 기술자 출신이었던 시모야마는 현장 직원들과 노조 문제에 나름의 이해가 있었기에 노조와 대립하는 동시에, 10만 명 해고라는 무지막지한 인원감축을 요구하는 미군정에도 저항했다. 시모야마가 해고 단행을 차일피일 미루자, GHQ 민간 수송부(CTS) 담당자 섀그넌 중위가 시모야마의 집에 쳐들어와 권총을 들이대며 난동을 피운 일도 있었다. 즉, 시모야마 총재는 전후 혼란기의 일본에서 공산주의 계열인 국철 노조와 일본 미군정 사이에 끼여 있었는데, 이런 난처한 상황에서 국철 총재직을 맡으면서도 정치적 도움을 약속받지도 않았다. 기술자 출신이라 정치문제에 무지했던 시모야마는 미군정의 대량해고 명령이 긴축 정책으로 인한 경제문제라고만 생각했지, 일본 최대의 노조였던 국철노조에 철퇴를 가하기 위함이라는 생각을 하지 못하고 노동자들을 온정적으로 대했다. 마쓰모토 세이초는 이 점이 시모야마의 비극의 단초라고 지적한다.

### 시모야마 자살설
사건 발생 직후부터 《마이니치 신문》(毎日新聞)은 자살을 주장했다. 같은 신문의 기자 다이라 쇼이치(平正一)는 취재 기록을 모아 《생체역단》(生体れき断)을 1964년에 출간했다. 여기서 그는 시모야마의 죽음을 대규모 인원정리를 진행해야 하는 책임자 자리에 놓여졌기 때문에 초로기 우울증에 걸렸고, 그로 인해 발작적으로 자살했다고 추리했다.
1976년(쇼와 51년)에는 사토 하지메(佐藤一)가 자살설의 집대성이라고 할 수 있는 《시모야마 사건 완전 연구》(下山事件全研究)를 출간한다. 사토는 마쓰카와 사건의 용의자로 누명을 쓰고 체포·기소되어 14년간의 법정투쟁 끝에 무죄판결을 쟁취해낸 사람이다. 사토는 시모야마 사건도 연합군 최고사령관 총사령부(GHQ; 일본 미군정) 혹은 일본 정부에 의한 모략과 그로 인한 타살으로 생각하고, ‘시모야마 사건 연구회’(下山事件研究会)의 사무를 맡고 있었다. 그러나 조사를 계속하면서 타살설에 의문을 가지게 되어 발작적 자살설을 주장하게 되었고, 타살의 근거로 여겨진 여러 증거들에 대한 조사와 반론을 가했다.
자살설의 논거
- 총재가 되기 이전, 운수 차관이었을 적부터 시모야마는 “그만두고 싶어”(辞めたい)라고 불평하고 다녔다.
- 사건 전날, 시모야마는 이곳저곳의 요인들을 면회하거나 면회를 요청했는데, 그래 놓고는 정확한 용건도 없이 “집에 탄원이나 협박 전화가 온다”[주해 15]라고 하소연을 하며 눈물을 흘리기도 했다. 그 밖에도, 전날부터 당일 아침(미군정에게 재촉받은, 해고 발표 기한)까지의 시모야마의 행동에 울화와 우울로 생각할 수 있는 부분이 많이 있다(꼼꼼히 쓰고 있던 수첩이 6월 28일로 중단되어 있고, 도시락을 먹지 않고 갖고 다니면서 교통회관의 아무도 없는 방에서 혼자 먹는 등).
- 철도 자살 등 순간적으로 목숨이 끊기는 사고의 경우, 역단면에 출혈이 없을 수도 있다. 흉부는 역단되지 않았지만 내부 장기가 엉망으로 망가져 있었는데, 이것은 열차에 깔렸다기보다 서 있다가 들이받힌 흔적으로 보아야 한다.
- 결과적으로, 경찰이나 매스컴에 의한 자살설 발표는 GHQ에 의해 중지되었고, 노조에 의한 타살이라는 헛소문이 떠돌았다. 그리고 후의 총선에서 공산당이 패배하고 일본의 공산화가 저지되었다. 때문에 시모야마가 자살했다고 해도, 미군정의 모략이 있었음은 변함이 없다.
- 루미놀 검사는 현장에서 폐가까지밖에 행해지지 않았다. 당시의 열차 화장실은 대소변을 흘리고 다녔기 때문에, 선로라면 어디서든 여성의 생리혈 때문에 혈흔이 생길 수 있다는 의견도 있다. 또 문제의 폐가는 좁고 긴 건물이라서 대부분 벽이 없고, 범행을 저지르기에는 부적절하다.
- 시모야마 총재 가족과 친한 관계였던 요시마쓰 후미비(吉松富弥)의 증언[4]에서는, 총재 사망 며칠 전에 직접 본인에게서 “미군정에서 국철 직원 대량해고 지시가 내려와서 약해져 있다”[주해 16]는 이야기를 들었다고 하고, 사망 당일에는 총재 부인에게 “자살했던 것 같다”[주해 17]라는 말을 들었다고 한다.

### 시모야마 타살설
1960년, 마쓰모토 세이초(松本清張)가 《일본의 검은 안개》(日本の黒い霧)를 발표한다. 이 미제 사건 추적집에서 세이초는 당시 일본을 점령하고 있던 연합군의 중심적 존재였던 미군의 CIC(Counter Intelligence Corps - 방첩부대)가 사건에 연관되어 있다고 추리했다. 시모야마 사건의 공소시효가 만료되자 세이초를 시작으로 ‘시모야마 사건 연구회’가 발족했고, 자료의 수집과 관계자들의 증언 청취를 실시했다. 이 연구회에서는 미군정이 개입한 타살 가능성을 주장했다. 연구회의 성과는 미스즈 서방(みすず書房)을 통해 《자료·시모야마 사건》(資料・下山事件)으로 출판되었다.
《아사히 신문》 기자 야다 키미오는 1973년(쇼와 48년)에 오랜 세월 동안 취재한 결과물인 《모살 시모야마 사건》(謀殺下山事件)에 정리한 취재 과정에서 “미군 내의 방첩기관의 명령으로 사체를 옮겼다”라고 주장하는 인물과 접촉하여, 그 인물과의 대화를 기록했다.
1999년(헤이세이 11년), 《슈칸 아사히》(週刊朝日) 지에서 〈시모야마 사건―50년 후의 진상〉(下山事件-50年後の真相)이 연재되었다. 그 뒤, 공동으로 취재를 진행하고 있던 모로나가 유우지(諸永裕司)가 쓴 《파묻힌 여름》(葬られた夏), 모리 타츠야(森達也)가 쓴 《시모야마 케이스》(シモヤマ・ケース), 시바타 테츠타카(柴田哲孝)가 쓴 《시모야마 사건―최후의 증언―》(下山事件-最後の証言-)이 차례로 출판되었다. 모두 구 일제 육군 군무원들이 만든 조직과 아지아 산업(亜細亜産業) 관계자들에 의한 타살로 결론내리고 있다. 또 시모야마의 친구, 지인들은 “그 사람의 성격상, 해고사태를 앞에 두고 자살한다면 유서라도 한 장 남겼을 것이다.” 라며 타살설을 지지하고 있다.
타살설의 논거
- 시모야마는 무슨 일이 있을 때마다 “철도 일을 하니까 행복해”[주해 20]라고 말하고 다녔는데, 그렇게 좋아하는 기차로 자살을 하는 것은 납득할 수 없다.
- 국철 동료인 시마 히데오(島秀雄), 카가야마 유키오(加賀山之雄), 아베 죠지(安部譲二)는 성실하고 청렴했던 시모야마가 유서도 없이 죽었을 리가 없다고 말한다.
- 실종 당일 시모야마가 들른 곳 중에는 은행도 있었다. 시모야마의 금고에는 춘화가 있었는데, 시모야마는 돈만 인출해 갔다. 자살을 결심한 사람이 불명예가 될 수 있는 물건을 처분하지 않는 것은 부자연스럽다(세이초의 지적).
- 역단면이나 사고 현장에 출혈 흔적이 없는 것은, 기차에 치이기 전에 이미 죽었다는 것을 의미한다(동경대 법의학팀의 의견).
- 시모야마가 사건 전에 들렀다는 여관의 주인은 전직 특고(일제 비밀경찰)이기에 증언에 신빙성이 없다.
- 미군정 음모설. 시모야마를 친 열차 앞에 지나간 열차는 연합군 전용 차량이었고, 현장을 지나는 도부 이세사키 선도 연합군이 자유롭게 사용할 수 있는 상황하에 있었다.
- 시모야마의 속옷과 양말에는 대량의 기름이 묻어 있었는데, 겉옷과 구두는 멀쩡하다. 이것은 시모야마가 죽은 뒤 옷을 입혔다는 증거다.
- 비가 많이 왔는데도 불구하고, 시모야마가 누워 있던 자리의 흙은 말라 있었다.
- 현장에 남은 얼마 되지 않는 혈흔을 미군들이 긁어 가는 것을 목격한 사람이 있다.
- 실종 당일 시모야마로 생각된 사람이 진짜 시모야마인지 의심스럽다.

## 후일담
사건 이후, 시모야마 총재의 역단 지점 근처의 도부 이세사키 선 철교 아래, 국철 조반선 하행 방면의 제방 곁에 시모야마 총재 추모비가 세워졌다. 그 뒤, 조반선 개량 공사와 영단 지하철 지요다 선 부설 공사 때문에 장소를 이동했다. 현재는 역단 지점에서 약 150 미터 동쪽, 니시아야세(西綾瀬) 1가 부근의 JR 조반선 철교 아래의 도로 서쪽에 있다. 추모비 글씨는 제2대 국철 총재로 취임한 카가야마 유키오가 썼다. 현재 비석이 위치해 있는 장소는 고탄노 방면에서 남쪽으로 흐르는 수로와 거기에 나란한 옆길이 도쿄 구치소(구 고스게 형무소) 방향으로 쭉 가다가 조반선을 건너는 지점에서 한때의 야고로신덴(弥五郎新田) 건널목(통칭 고탄노 건널목)에 해당한다. 시모야마 총재의 시체 조각들은 도부 이세사키 선 철교에서 이 건널목까지 흩어져 있었다. 현재 수로는 ‘고탄노 친수 보행자 전용도로’(五反野親水緑道) 사업의 일환으로 정비되고 있다.
시모야마 총재를 친 D51 615호 기관차는 1943년(쇼와 18년) 10월 26일에 사망자 110명과 부상자 107명을 발생시킨 조반선 쓰치우라역 열차 충돌 사고를 일으킨 차량이기도 하다. 또, 시모야마를 치었을 때의 기관사는 시모야마가 센다이 기관 구장으로 있을 적의 부하이기도 했다. 기관사는 이 사건 이후 울화증으로 초래된 스트레스성 위궤양으로 몇년 뒤 사망했다.
보다 거시적으로 보았을 때, 시모야마 사건은 대량의 인원정리를 둘러싸고 격렬히 달아오른 국철 노조의 투쟁을 와해시켰다. 시모야마가 죽고 노조활동이 주춤해지자 국철, 도시바를 비롯한 일본의 공기업·대기업들은 미군정의 명령과 다름없는 권고에 따라 엄청난 수의 노동자들을 해고했다. 시모야마의 후임 카가야마 국철 총재나, 도시바 사장 이시자카 다이조는 자신들이 시모야마의 ‘희생’에 힘입어 기업을 재건할 수 있었다고 회고했다. 그리고 시모야마 사건에 이어 터진 마쓰카와 사건, 미타카 사건. 이른바 일본국유철도 3대 미제 사건으로 일본 내 최대 노조였던 국철 노조를 비롯한 일본의 노동운동은 철퇴를 맞았다. 연쇄적으로 터진 미해결 사건들을 통해 미군정은 일본의 민주화 세력을 제어하고, 공산 세력에게 폭력적이라는 이미지를 덮어씌우려 했다.
시모야마가 비명에 죽자 국철 노조는 “진심 어린 추모의 말씀을 올립니다. …의견은 대립된 채로 암초에 걸렸고, 저희는 당신의 얼굴에 고충의 빛이 스친 것을 알고 있습니다. …60만 전 조합원은 오늘 당신의 인품을 그리워하며 애도의 뜻을 바칩니다. …국유철도를 위한 영원한 주춧돌로서 편히 잠드시길 빕니다.”라는 조사(弔辭)를 썼다. 그러나 이 조사는 끝내 영전에서 읽히지 못했다.

## 관련 대중 매체
서적
- 마쓰모토 세이초(松本清張) 저, 《일본의 검은 안개》(日本の黒い霧), 문춘문고(文春文庫) 발행. 한국어판 ISBN 978-89-7696-623-0
- 야다 키미오(矢田喜美雄) 저, 《모살 시모야마 사건》(謀殺 下山事件), 1973년 강담사(講談社) 발행.
  - 야다 키미오 저, 《모살 시모야마 사건》, 2004년 신풍사(新風舎) 발행.
  - 야다 키미오 저, 《모살 시모야마 사건》, 2009년 상전사(祥伝社) 발행. ISBN 4-396-33505-9
- 사토 하지메(佐藤一) 저, 《시모야마 사건 완전연구》(下山事件全研究), 1976년 시사통신사(時事通信社) 발행.
- 《형사시대 히라쓰카 하치베의 쇼와 사건사》(刑事一代 平塚八兵衛の昭和事件史), 신조문고(新潮文庫) 발행. 경시청 수사 제1과에 소속되어 있던 히라쓰카 하치베가 취급한 사건들의 인터뷰를 책으로 만든 것.
- 모리 타츠야(森達也) 저, 《시모야마 케이스》(下山事件(シモヤマ・ケース)), 2006년 신조문고 발행.
- 시바타 테츠타카(柴田哲孝) 저, 《시모야마 사건 최후의 증언 (완전판)》(下山事件 最後の証言), 2007년 상전사 발행. ISBN 4-396-33366-8
- 사이토 슈코(斎藤充功) 저, 《육군 나카노 학교의 진실―첩보원들의 전후》(陸軍中野学校の真実　諜報員たちの戦後), 2005년 각천서점(角川書店) 발행(2008년 각천문고 발행).
- 사토 하지메 저, 《‘시모야마 사건’ 모략론의 역사》(「下山事件」謀略論の歴史), 2009년 채류사(彩流社) 발행.
- 시바타 테츠타카(柴田哲孝) 저, 《완전판 시모야마 사건―최후의 증언―》(完全版　下山事件-最後の証言-): 경시청의 합동수사회의의 내부 자료라고 생각되는 등사 인쇄물을 묶은 것.

영상 미디어
- 《검은 바닷물》(黒い潮), 1954년 일활(日活) 배급. 야마무라 소오(山村聰) 감독·주연, 키쿠시마 류조(菊島隆三) 각본, 이노우에 야스시(井上靖) 원작.
- 아래는 야다 키미오 원작의 르포르타주 《모살 시모야마 사건》 강담사판을 모티브로 만든 영상물들임.
  - 《일본의 뜨거운 날들―모살 시모야마 사건》(日本の熱い日々 謀殺・下山事件). 1981년 송죽(松竹) 배급, 쿠마이 케이(熊井啓) 감독, 키쿠시마 류조 각본, 나카다이 다쓰야(仲代達矢) 주연. 제32회 베를린 국제 영화제 출품작.
  - 토요 드라마 《전후사 실록》(戦後史実録) 시리즈 〈공백의 900분, 국철 총재 변사 사건〉(空白の900分 -国鉄総裁怪死事件-), 1980년 일본방송협회(日本放送協会) 제작, 이와마 요시키(岩間芳樹) 각본, 고바야시 케이쥬(小林桂樹) 주연.

만화
- 사이토 타카오(斎藤隆夫) 저, 《고르고 13》(ゴルゴ13) 〈아시아의 유산〉(亜細亜の遺産) 편.
- 테즈카 오사무(手塚治虫) 저, 《아야코》(奇子)
- 우라사와 나오키(浦沢直樹) 저, 《빌리 배트》(ビリーバット)

## 같이 보기
- 아야세 (아다치 구)
- 캐논 기관
- 아지아 산업
- 범죄 보도